# Росс, Роберт (военачальник)
Роберт Росс (англ. Robert Ross; 1766, Росс-Тревор, Даун, Королевство Ирландия — 12 сентября 1814, Балтимор, США) — британский военачальник, участник Наполеоновских войн и Англо-американской войны, известный как командующий британских войск, которые в 1814 году захватили и сожгли Вашингтон. Погиб в звании генерал-майора.

## Биография

### Ранние годы жизни
Роберт Росс родился в Росс-Треворе (графство Даун, Королевство Ирландия) в конце 1766 года. Окончив Тринити-Колледж в Дублине, в 1789 году Росс поступил на службу в 25-й пехотный полк британской армии в чине энсина. К декабрю 1795 года он стал майором 90-го полка, позже расформированного.

### Наполеоновские войны
В 1799 году Росс принял первое боевое крещение в составе 20-го пехотного полка в ходе военной экспедиции в Нидерланды. В 1800 году он принял участие в экспедиции в Египет, где сражался в битве при Александрии.
С 1801 по 1805 год Росс нёс службу на Мальте, а следующие два года — в Сицилии. В 1808 году он был произведён в подполковники, а два года спустя в полковники. В 1808—1809 годах он участвовал в боевых действиях на Пиренейском полуострове, включая битву при Ла-Корунье в 1809 году. В 1810 году выполнял обязанности адъютанта при английском короле.
С 1812 года Росс командовал полком, а в июле 1813 года принял по приказу герцога Веллингтона командование бригадой в составе 4-й дивизии. В феврале 1814 года был ранен в битве при Ортезе. Его мужество в сражениях при Ла-Корунье и Виттории было отмечено главнокомандующим английскими сухопутными войсками, герцогом Йоркским в письмах 1813 и 1814 года.

### Англо-американская война
После окончания войны в Европе Россу было поручено командование бригадой численностью 3400 человек, направлявшейся в Северную Америку, где в это время шла война с США. Бригада Росса присоединилась на Бермудах к британскому флоту под командованием вице-адмирала Кокрейна. Задачей Росса и Кокрейна были отвлекающие боевые действия на востоке США, в стороне от основного фронта на границе с британскими владениями в Северной Америке.
18 августа 1814 года войска Росса высадились в Мэриленде и начали продвижение вглубь континента. В первые дни Росс не мог решить, куда направить основной удар: в сторону Вашингтона или Балтимора, но в конечном итоге предпочёл более короткий марш на Вашингтон.
24 августа 1814 года английские войска под командованием Росса нанесли поражение американским регулярным войскам и ополчению, которыми командовал бригадир Уайндер. В ходе битвы при Бладенсберге (в шести милях от Вашингтона) двухтысячный британский отряд обратил пять тысяч американских ополченцев в бегство и, сломив затем упорное сопротивление примерно полутысячи американских морских пехотинцев и моряков, беспрепятственно вступил в Вашингтон.
По-видимому, в первоначальные планы Росса не входило уничтожение публичных зданий и государственных учреждений в Вашингтоне, однако в момент вступления в город в условиях перемирия в его сторону и сторону его эскорта было сделано несколько выстрелов, убивших его коня и ранивших нескольких солдат, что заставило его изменить свои намерения. Возможно также, что сожжение Белого дома и других публичных зданий было актом возмездия за сожжение Йорка американцами в апреле 1813 года. В любом случае, британцы сожгли только общественные здания (Капитолий, Белый дом, Верховный суд, министерские офисы, верфь, казармы и арсенал), пощадив частную собственность. На следующий день британцы оставили Вашингтон и 30 августа уже вновь погрузились на корабли.
11 сентября бригада Росса высадилась на берег близ Балтимора. Утром 12 сентября британские войска начали продвижение в сторону города, но в ходе наступления Росс был убит. Легенды приписывают честь его убийства двум рядовым из отряда ополчения под командованием капитана Эдварда Асквита, участвовавшим ранее в битве при Бладенсбурге, — Дэниелу Уэллсу и Генри Мак-Комасу. В 1873 году в Балтиморе был воздвигнут памятник этим двоим солдатам. Согласно другой точке зрения, Росс был убит не винтовочной, а мушкетной пулей; в этом случае его, по-видимому, застрелил один из ополченцев Пятого пехотного полка. Другая легенда сообщает, что тело Росса после его гибели было доставлено морем в 129-галлоновой бочке рома в Галифакс (Новая Шотландия). Росс был похоронен в Галифаксе 29 сентября.

## Увековечение памяти

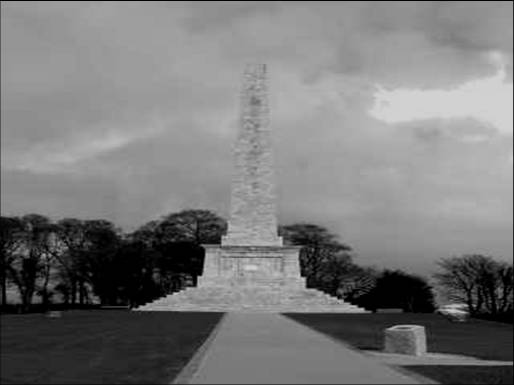
Памятник Роберту Россу в Ростреворе

После смерти Росса его роду было позволено называться Россами-Бланденбургскими (англ. Ross of Blandenburg), а в его родовой герб была добавлена рука, сжимающая сломанное древко звёздно-полосатого флага. Спустя 13 лет на торжественном обеде в Балтиморе президент США Джон К. Адамс произнёс тост «за эбеновое дерево и топаз — посмертный герб генерала Росса и республиканское ополчение, которое ему этот герб подарило».
В память о генерале Россе установлен обелиск в его родном Ростреворе (бывший Росс-Тревор) в графстве Даун в Северной Ирландии. Памятники Россу также установлены в крипте лондонского собора св. Павла и в церкви прихода Килброни в Ростреворе.